# فرهنگ لغت

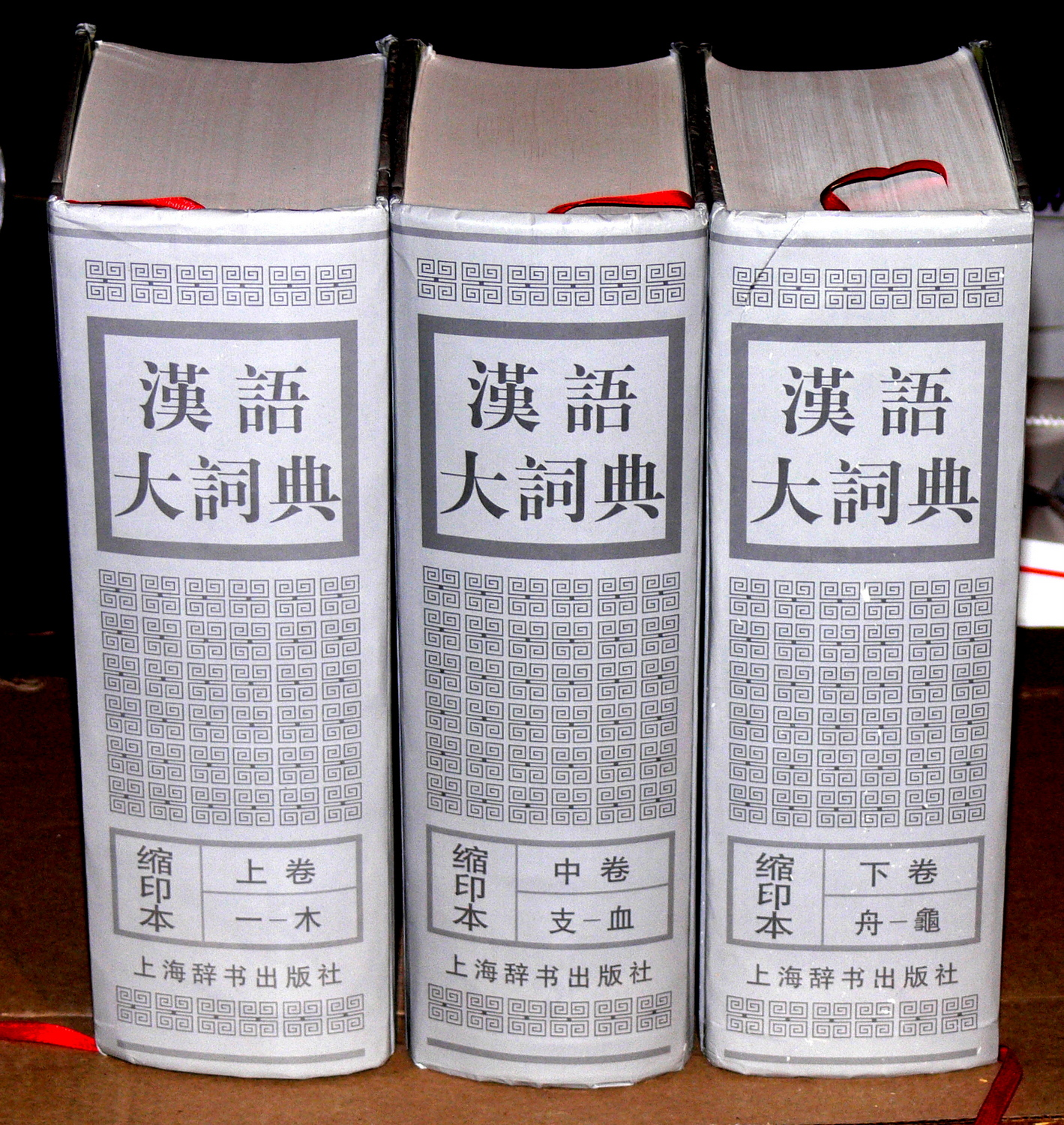
لغت‌نامهٔ بزرگ چینی

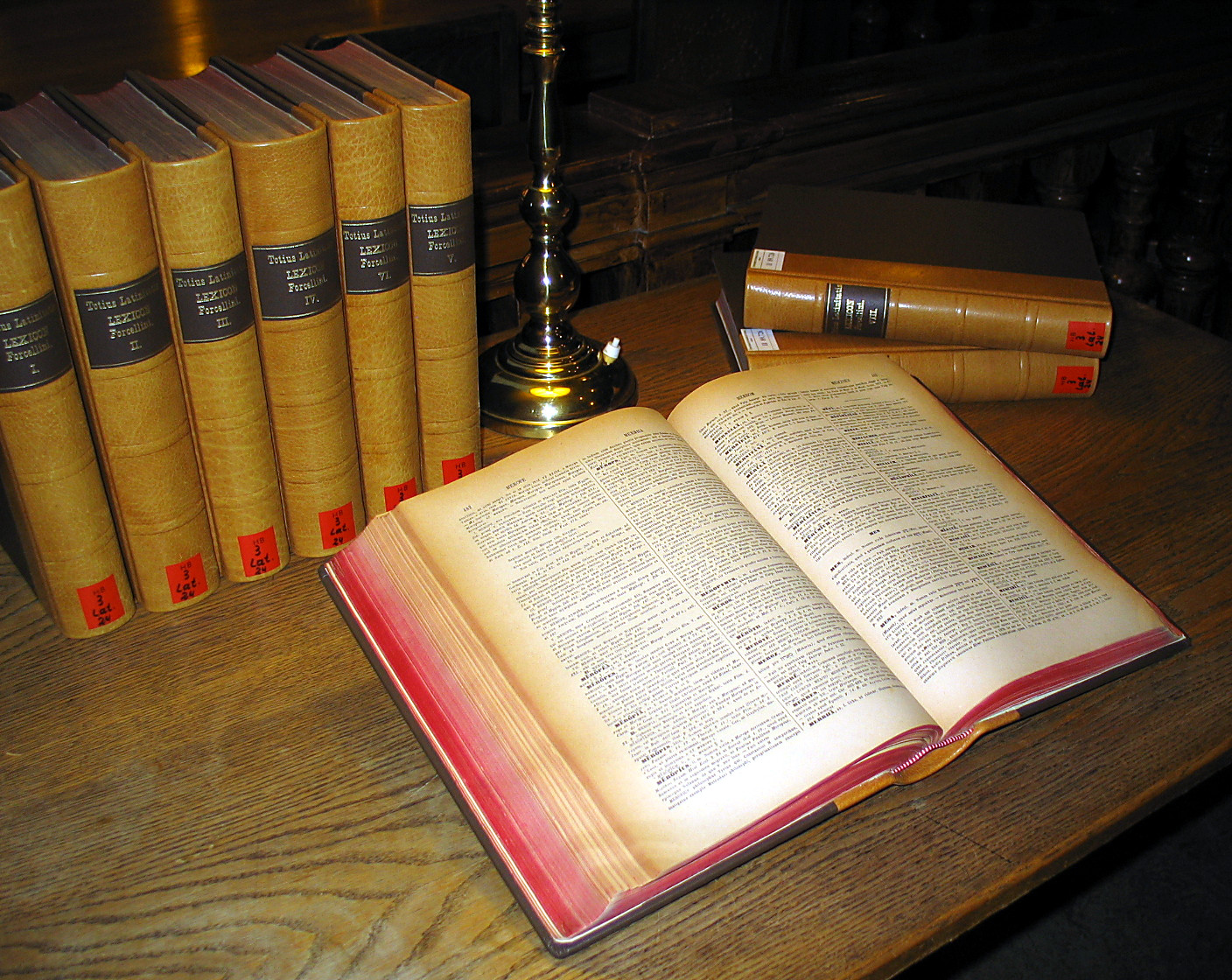
یک لغت‌نامهٔ لاتین نوشتهٔ ادیجیو فورچلینی

واژه‌نامه، فرهنگ، دیکسیونر (به فرانسوی: dictionnaire) یا دیکشِنِری (به انگلیسی: dictionary) یا گاهی لغت‌نامه یا فرهنگ لغت یا فرهنگ واژگان، کتابی است که در آن معانی واژه‌های یک، دو، یا چند زبان همراه با توضیحات مربوط به ریشه، تلفظ، یا اطلاعات دیگر مربوط به واژه‌ها به ترتیب حروف الفبای زبان یا زبان‌هایی معیّن گردآوری می‌شوند.
واژه‌نامه با دانش‌نامه تفاوت دارد. در یک واژه‌نامه معمولاً، تنها به معنای واژه‌ها اکتفا می‌شود و اطلاعات دیگری (نظیر تاریخچه و ریشهٔ آن‌ها) داده نمی‌شود. افزون بر این، در واژه‌نامه‌ها تنها به واژه‌های عمومیِ یک زبان اشاره می‌شود، و اسم‌های خاص (مانند نام‌های جای‌ها و کسان) کمتر نوشته می‌شود. با این حال، مرز دقیقی بین واژه‌نامه و دانشنامه نمی‌توان تعیین کرد، و برخی کتاب‌ها به نوعی در هر دو طبقه جا می‌گیرند؛ مانند واژه‌نامهٔ دهخدا.

## انتقادها به مفهوم فرهنگ لغت
پیر بوردیو هر فرهنگ لغتی را حاوی سوگیری می‌داند و در این رابطه بر این عقیده است که تمام فرهنگ‌نامه‌ها، اعم از جامعه‌شناسی، انسان‌شناسی، فلسفه و غیره، اغلب زورگویانه هستند. او علت این امر را این می‌داند که آن‌ها در تظاهر به توصیف، در واقع به برخی واژه‌ها مشروعیت می‌دهند. او فرهنگ‌نامه‌ها را ابزارهایی می‌داند برای ساخت واقعیتی که مدعی ثبت آن‌اند، و مدعی است آن‌ها می‌توانند مؤلفان و مفاهیمی را که وجود ندارند به‌وجود بیاورند و، برعکس، دربارهٔ مفاهیم یا مؤلفانی که وجود دارند خاموش بمانند.

## انواع فرهنگ لغت

#### از نظر پوشش زبانی
- فرهنگ لغت چندزبانه
- فرهنگ لغت تک‌زبانه

#### از نظر محیط انتشار
- فرهنگ لغت مکتوب
- فرهنگ لغت آنلاین

#### از نظر امکانات تعاملی
- فرهنگ لغت تصویری
- فرهنگ لغت تشریحی

#### از نظر حیطه محتوا
- فرهنگ لغت تخصصی
- فرهنگ لغت آموزشی
- فرهنگ لغت آوایی
- فرهنگ لغت دایره المعارفی[۵]

## فرهنگ لغات ایرانی
تاکنون فرهنگ لغات متعددی در ایران نوشته شده است. از مهم‌ترین فرهنگ‌های یک‌زبانهٔ فارسی، به ترتیبِ تاریخِ تألیف، می‌توان به این‌ها اشاره کرد:
- لغت فرس
- فرهنگ قَوّاس
- فرهنگ وفائی
- فرهنگ تحفةالاحباب
- فرهنگ میرزا ابراهیم
- مؤیدالفضلا
- فرهنگ سُروری
- فرهنگ جهانگیری
- فرهنگ جعفری
- برهان قاطع
- فرهنگ رشیدی
- فرهنگ شعوری
- فرهنگ عباسی
- غیاث‌اللغات
- برهان جامع
- فرهنگ انجمن‌آرای ناصری
- فرهنگ ناظم‌الاطبا
- فرهنگ معیار جمالی
- فرهنگ آنندراج
- فرهنگ نظام
- فرهنگ نوبهار
- لغت‌نامهٔ دهخدا
- فرهنگ فارسی عمید
- فرهنگ فارسی معین
- فرهنگ سخن
- فرهنگ جامع زبان فارسی
- فرهنگ موضوعی فارسی

## نگارخانه

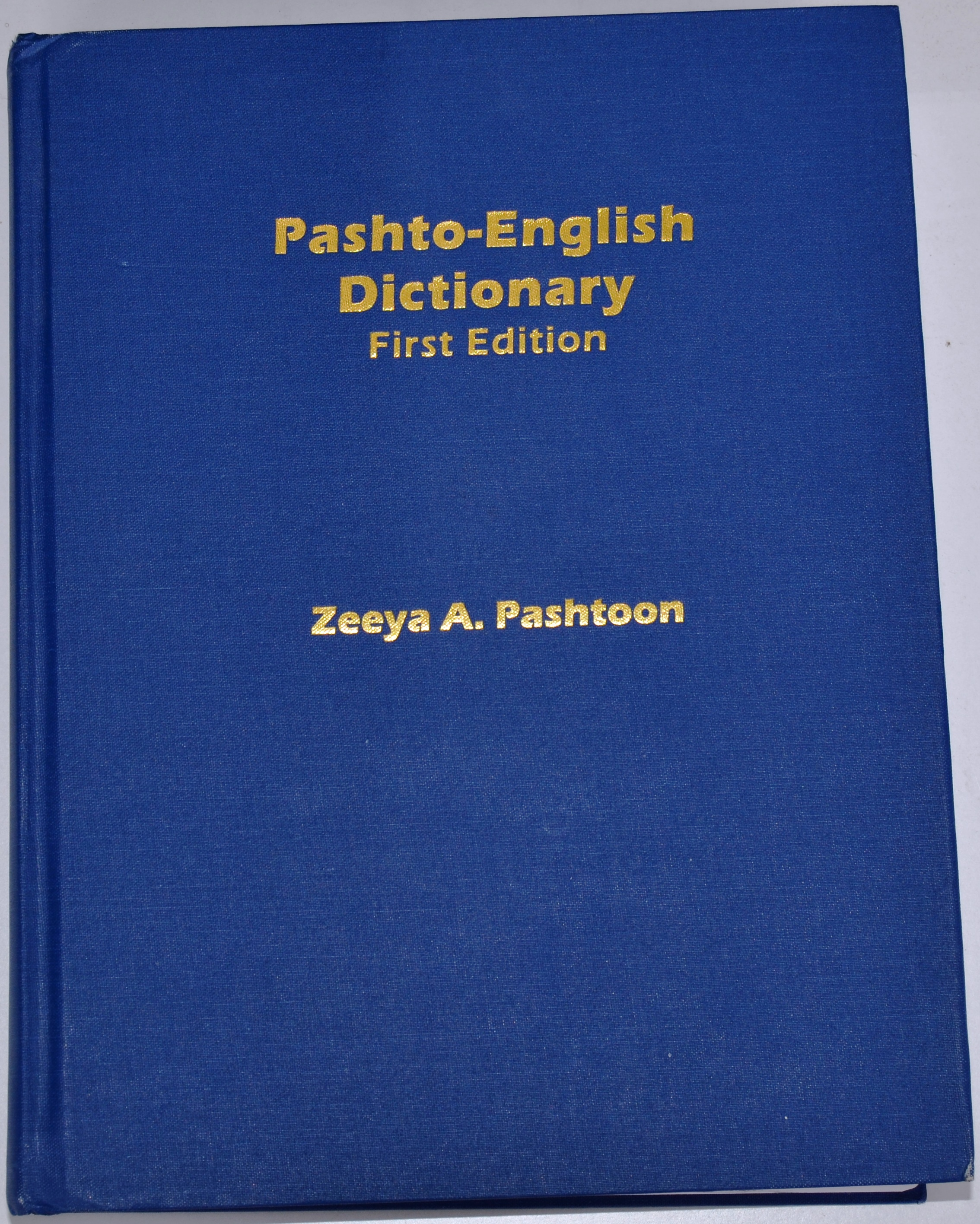
واژه‌نامه پشتو-انگلیسی
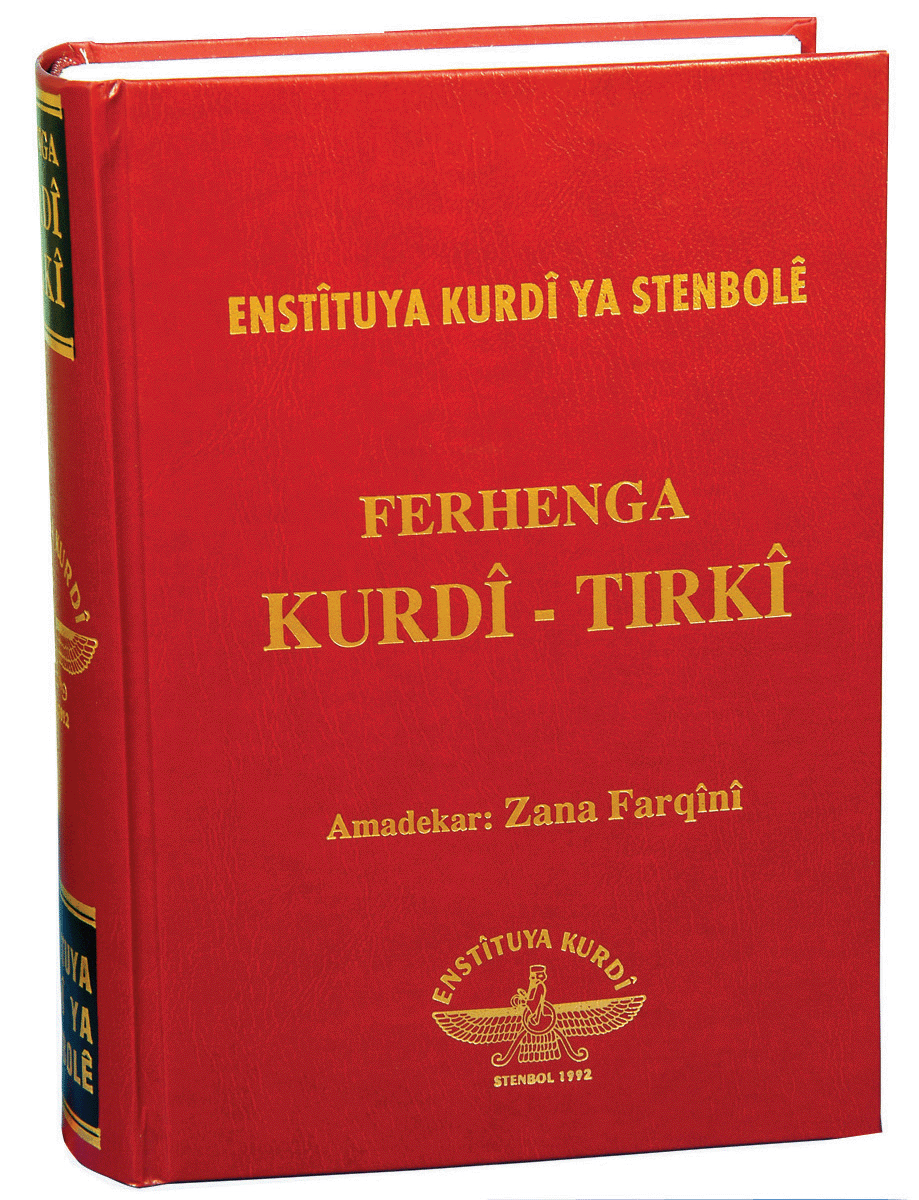
واژه‌نامه کردی-ترکی
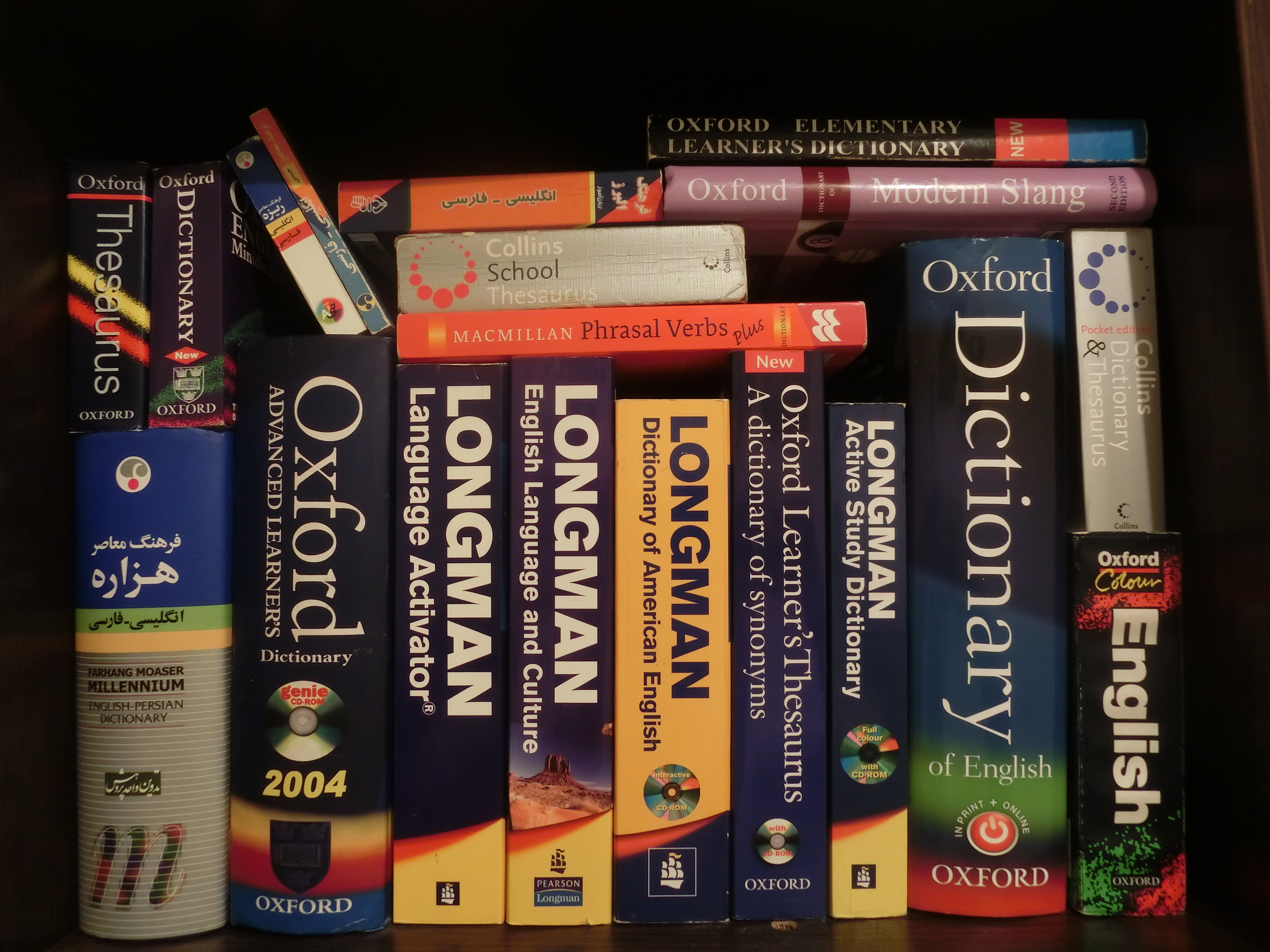
فرهنگ لغت‌های انگلیسی-انگلیسی و انگلیسی-فارسی
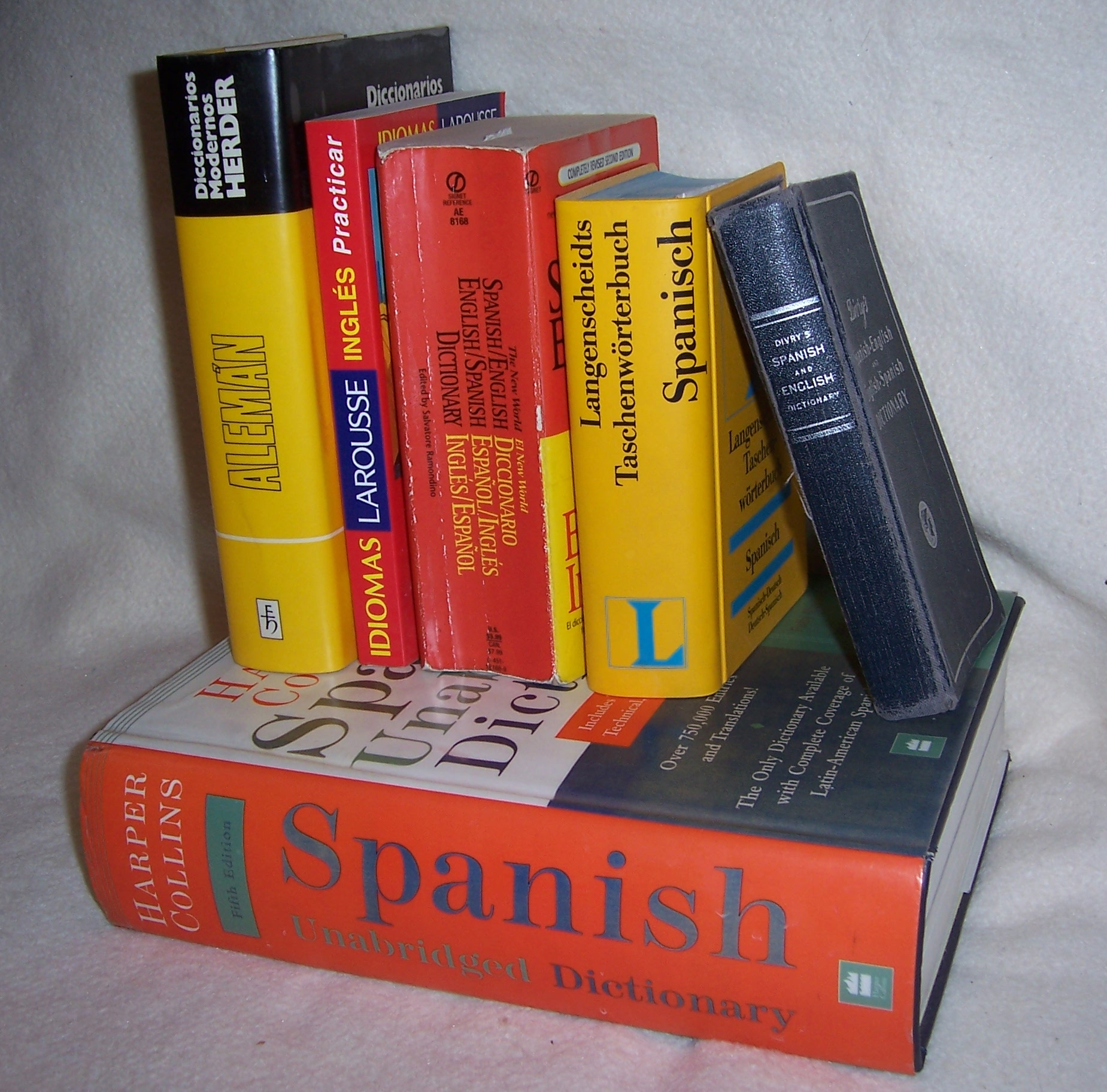
واژه‌نامه اسپانیایی
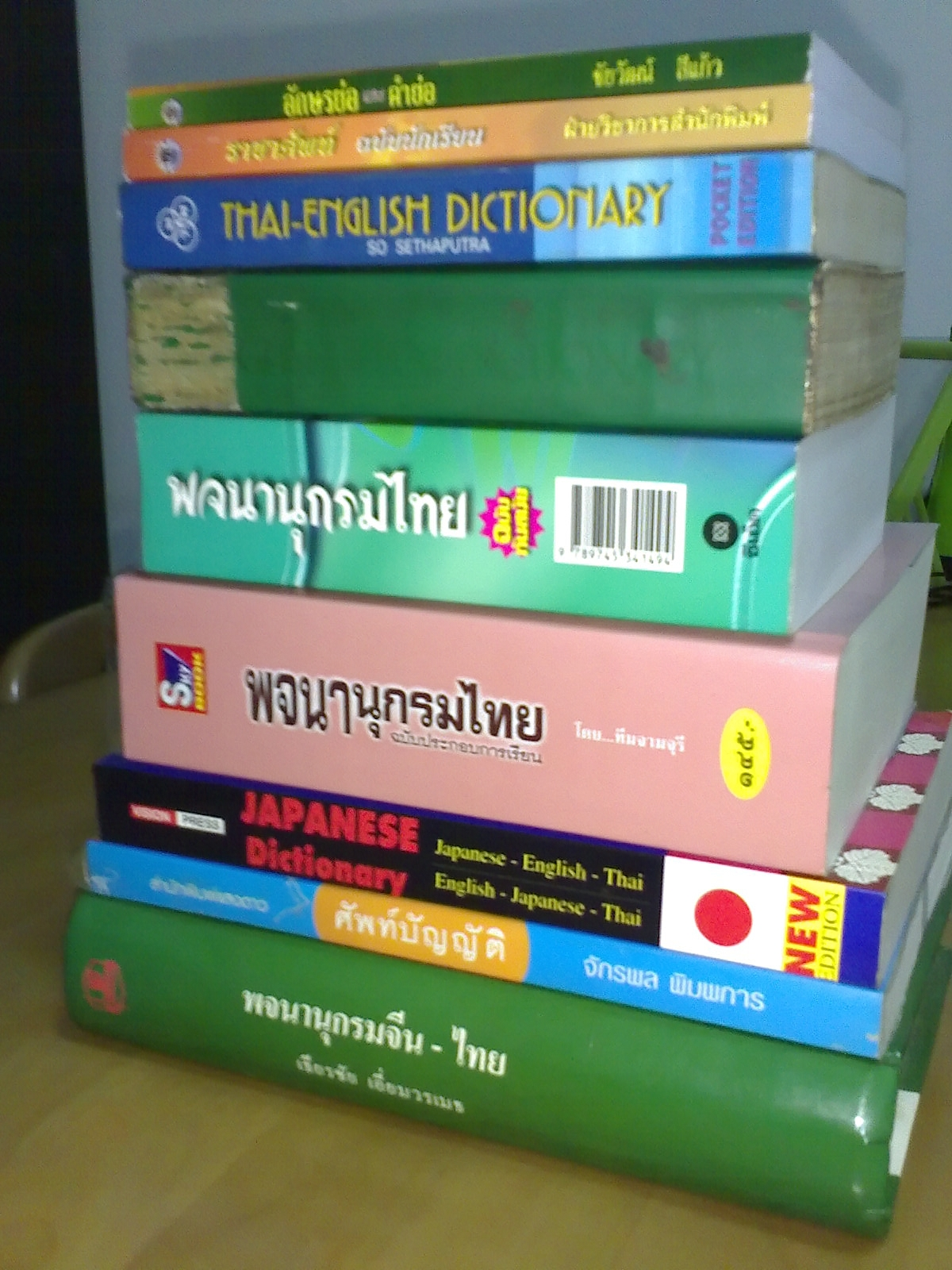
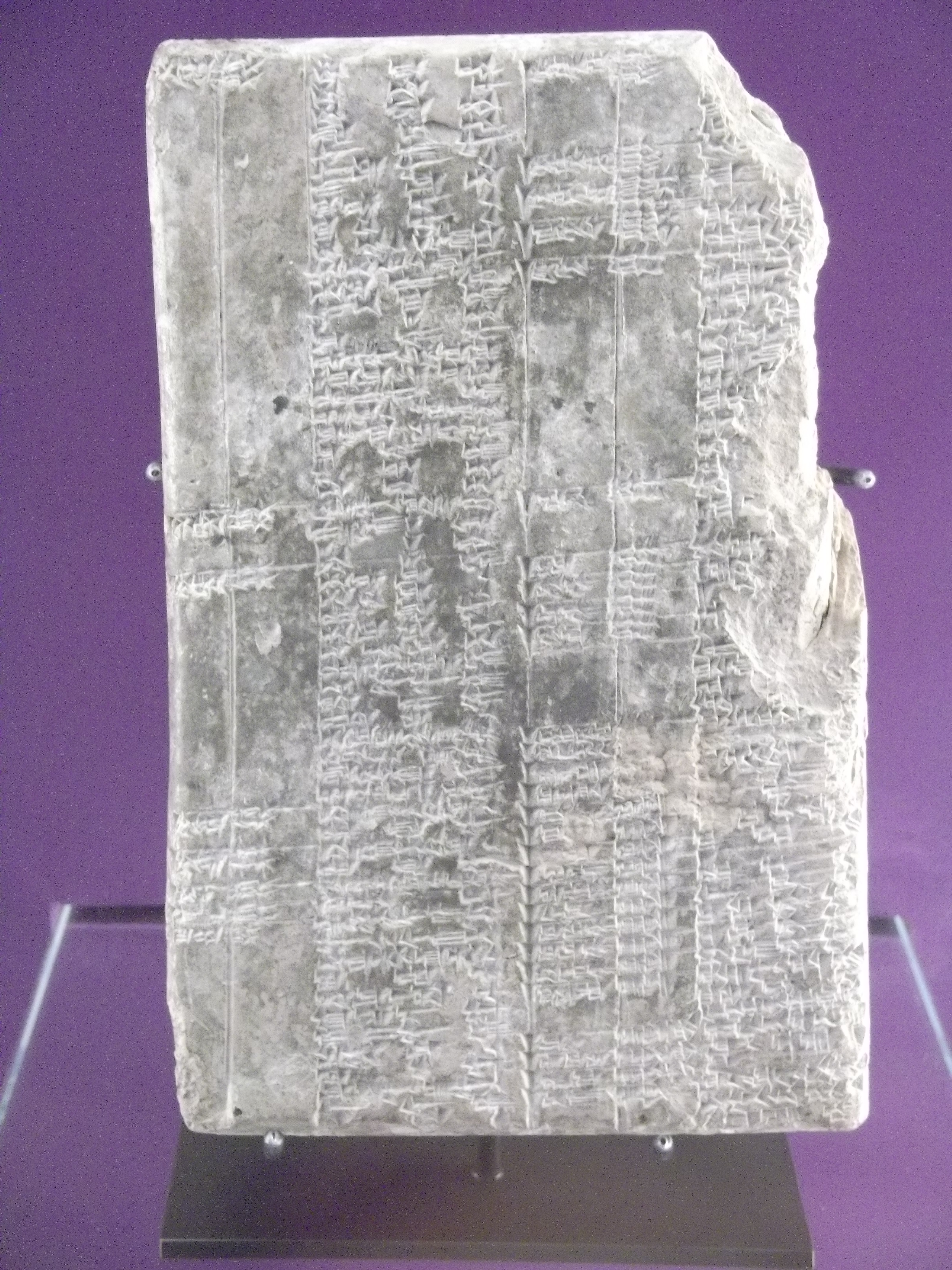
واژه‌نامه اوروک - حدود ۶۰۰ سال پیش از میلاد مسیح